# رود آلبانی
رود آلبانی (به انگلیسی: Albany River) رودی است که به خلیج جیمز می‌ریزد. این رود در کشور کانادا جریان دارد. این رود در منطقه انتاریوی شمالی در استان انتاریو واقع شده است و ۹۸۲ متر طول دارد. رود آلبانی از دریاچه سنت جوزف در ارتفاع ۳۷۱ متری سرچشمه می‌گیرد.